# Weikersheim (Landschaftsschutzgebiet)
Das Gebiet Weikersheim ist ein knapp 2700 ha großes Landschaftsschutzgebiet im Gebiet der Städte Bad Mergentheim, Creglingen, Niederstetten und Weikersheim im Main-Tauber-Kreis in Baden-Württemberg. Es wurde mit Verordnung vom 19. Mai 1993 ausgewiesen (LSG-Nummer 1.28.013).

## Geschichte
Ursprünglich umfasste das Landschaftsschutzgebiet 2770 Hektar. Durch eine Verordnung des Regierungspräsidiums Stuttgart vom 23. September 1994 und die damit verbundene Ausweisung des Naturschutzgebietes Steinriegellandschaft zwischen Weikersheim und Elpersheim verringerte sich die Fläche um 77 ha.

## Lage
Das rund 2700 Hektar große Schutzgebiet gehört naturräumlich zum Tauberland.

## Schutzzweck
Wesentlicher Schutzzweck des Landschaftsschutzgebietes ist:
1. die Erhaltung besonderer, den Landschaftscharakter prägender topographischer Ausbildungen und Landschaftselemente in ihrer Vielfalt, Eigenart und Schönheit. Hervorzuheben sind insbesondere die naturnahen Fließgewässer, die Klingen und Seitentäler sowie die Steinriegel;
2. die Sicherung ökologischer Ausgleichsflächen als Rückzugsgebiete für Tier- und Pflanzenarten, um eine möglichst große Artenvielfalt zu gewährleisten. Hier stellen besonders die Hangflächen mit ihrem vielfältigen Nutzungsmosaik ökologisch hochwertige Biotope dar;
3. die Sicherung des gesamten Landschaftsraumes als wertvolles Erholungsgebiet für die Allgemeinheit.